# Lista de territórios dependentes
Um território dependente, área dependente ou dependência é um território que não possui total independência política ou soberania como Estado, mas que ainda assim existe politicamente fora da área interna do Estado que o controla. Um território dependente é normalmente distinguido de uma simples divisão administrativa por não ser considerado uma parte constituinte de um Estado soberano. Uma divisão administrativa é entendida, ao invés, como sendo uma divisão de um Estado propriamente dito. Por oposição, um território dependente mantém normalmente um elevado grau de autonomia em relação ao Estado que o controla. Historicamente, consideravam-se a maioria das colónias como territórios dependentes. Os territórios dependentes existentes hoje em dia mantêm na sua generalidade um elevado grau de autonomia política. Nem todas as entidades autónomas, no entanto, são consideradas territórios dependentes, e nem todos os territórios dependentes são de facto autónomos. A maioria dos territórios dependentes habitados têm o seu próprio código "de país" ISO 3166.
Algumas entidades políticas encontram-se numa posição especial garantida por tratado internacional ou por outro tipo de acordo internacional, gerando desta forma um certo nível de autonomia (por exemplo, diferenças em leis de imigração). Essas entidades são, por vezes, consideradas territórios dependentes ou, pelo menos, agrupadas conjuntamente com aqueles, sendo contudo consideradas pelos seus respetivos Estados como partes integrantes desses mesmos Estados. Exemplos desta situação são Alanda (que faz parte da Finlândia) e Honguecongue e Macau (que fazem parte da China).

## Resumo

Territórios dependentes e os seus respetivos Estados soberanos. Todos os territórios estão identificados com o seu código ISO 3166-1 ou com números. Áreas coloridas sem identificação consideram-se partes integrantes dos seus respetivos países. A Antártida é mostrada como um condomínio, ao invés de se mostrarem as diversas reivindicações territoriais existentes.

As listas abaixo incluem o seguinte:

### Território dependentes
- Dois Estados em associação livre, um território e uma reivindicação na Antártida na listagem da Nova Zelândia;
- Um território desabitado e duas reivindicações na Antártida na listagem da Noruega;
- Treze territórios ultramarinos (dez autónomos, dois usados principalmente como bases militares, um desabitado), três dependências da Coroa e uma reivindicação na Antártida na listagem do Reino Unido;
- Treze territórios não incorporados (cinco habitados, oito desabitados) e dois territórios reivindicados (mas não controlados) na listagem dos Estados Unidos.

### Entidades similares
- Seis territórios externos (três habitados, três desabitados) e uma reivindicação na Antártida na listagem da Austrália;
- Duas regiões administrativas especiais na listagem da China;
- Dois territórios autónomos com autonomia nos assuntos internos na listagem da Dinamarca;
- Um território autónomo governado ao abrigo de um ato ou tratado internacional na listagem da Finlândia;
- Seis coletividades autónomas e dois territórios desabitados (um dos quais inclui uma reivindicação na Antártida) na listagem de França;
- Três nações constituintes com autonomia nos assuntos internos na listagem dos Países Baixos;
- Um território interno com soberania limitada na listagem ártica da Noruega.

## Listas de territórios dependentes
Esta lista inclui todos os territórios que não se encontram legalmente incorporados nos seus respetivos Estados administrantes, incluindo vários territórios que não estão na lista de territórios não autónomos da Assembleia Geral das Nações Unidas. Todas as reivindicações na Antártida estão listadas em itálico.

### Nova Zelândia
Resumo: A Nova Zelândia tem dois estados associados autónomos, um território dependente (Toquelau) e uma reivindicação territorial na Antártida.
| Estados em livre associação                      | Administração | Código ISO 3166 |
| ------------------------------------------------ | --- | --------------- |
| Ilhas Cook                                       | Estado autónomo em livre associação com a Nova Zelândia desde 1965. O estatuto das Ilhas Cook é considerado equivalente a independência para efeitos de direito internacional e o país tem soberania plena sobre os seus assuntos internos e externos. Segundo os termos do acordo de livre associação, contudo, a Nova Zelândia detém algumas responsabilidades nas relações externas e na defesa das Ilhas Cook. Estas responsabilidades não lhe conferem quaisquer direitos de controlo e são exercidas apenas sob pedido do Governo das Ilhas Cook. O governo da Nova Zelândia não considera apropriado que as Ilhas Cook tenham um assento separado nas Nações Unidas devido ao uso continuado do direito de nacionalidade neozelandesa por parte dos cidadãos cookenses. | CK              |
| Niuê                                             | Estado autónomo em livre associação com a Nova Zelândia desde 1974. O estatuto de Niuê é considerado equivalente a independência para efeitos de direito internacional e o país tem soberania plena sobre os seus assuntos internos e externos. Segundo os termos do acordo de livre associação, contudo, a Nova Zelândia detém algumas responsabilidades nas relações externas e na defesa de Niuê. Estas responsabilidades não lhe conferem quaisquer direitos de controlo e são exercidas apenas sob pedido do Governo de Niuê. O governo da Nova Zelândia não considera Niuê soberano devido ao uso continuado do direito de nacionalidade neozelandesa por parte dos cidadãos niueses.                                                                                    | NU              |
| Território dependente                            | Administração | Código ISO 3166 |
| Toquelau                                         | Território da Nova Zelândia. Em fevereiro de 2006, um referendo sobre a auto-determinação patrocinado pelas Nações Unidas não alcançou a supermaioria de dois terços necessária para alterar o atual estatuto político. Outro referendo, em outubro de 2007, teve o mesmo desfecho. | TK              |
| Território dependente (desabitado, reivindicado) | Administração | Código ISO 3166 |
| Dependência de Ross                              | Reivindicação na Antártida da Nova Zelândia. Ao contrário de Toquelau e dos estados associados (Ilhas Cook e Niuê), a Dependência de Ross é, de acordo com o governo neozelandês, constitucionalmente parte da Nova Zelândia. |                 |

### Noruega
Resumo: A Noruega tem um território dependente e duas reivindicações na Antártida. Possui também as ilhas habitadas da Esvalbarda onde a soberania norueguesa é limitada (ver abaixo).
| Território dependente (desabitado)                   | Administração | Código ISO 3166  |
| ---------------------------------------------------- | --- | ---------------- |
| Ilha Bouvet                                          | Dependência administrada a partir de Oslo pelo Departamento de Assuntos Polares do Ministério da Justiça e da Polícia.                                                  | BV               |
| Territórios dependentes (desabitados, reivindicados) | Administração | Códigos ISO 3166 |
| Ilha de Pedro I                                      | Dependências (sujeitas ao Sistema do Tratado da Antártida) administradas a partir de Oslo pelo Departamento dos Assuntos Polares do Ministério da Justiça e da Polícia. |                  |
| Terra da Rainha Maud                                 | Dependências (sujeitas ao Sistema do Tratado da Antártida) administradas a partir de Oslo pelo Departamento dos Assuntos Polares do Ministério da Justiça e da Polícia. |                  |

### Reino Unido
Resumo: O Reino Unido tem três dependências da Coroa, treze territórios ultramarinos (dez autónomos, dois usados principalmente como bases militares e um desabitado) e uma reivindicação na Antártida.
| Dependência da Coroa                              | Administração | Código ISO 3166  |
| ------------------------------------------------- | --- | ---------------- |
| Bailiado de Guérnesei                             | A defesa, a representação internacional e a boa governança são responsabilidades do Reino Unido. O Parlamento do Reino Unido não pode legislar em seu nome sem consentimento explícito. | GG               |
| Bailiado da Jérsia                                | A defesa, a representação internacional e a boa governança são responsabilidades do Reino Unido. O Parlamento do Reino Unido não pode legislar em seu nome sem consentimento explícito. | JE               |
| Ilha de Man                                       | A defesa, a representação internacional e a boa governança são responsabilidades do Reino Unido. O Parlamento do Reino Unido não pode legislar em seu nome sem consentimento explícito. | IM               |
| Territórios ultramarinos                          | Administração | Códigos ISO 3166 |
| Anguila                                           | A Câmara da Assembleia de Anguila ocupa-se dos assuntos internos. Surge na lista de territórios não autónomos das Nações Unidas. | AI               |
| Bermudas                                          | O Parlamento das Bermudas ocupa-se dos assuntos internos e o território é definido pelo Reino Unido como autónomo. Surge na lista de territórios não autónomos das Nações Unidas. | BM               |
| Ilhas Virgens Britânicas                          | A Câmara da Assembleia das Ilhas Virgens Britânicas ocupa-se dos assuntos internos. Surge na lista de territórios não autónomos das Nações Unidas. | VG               |
| Ilhas Caimão                                      | A Assembleia Legislativa das Ilhas Caimão ocupa-se dos assuntos internos. Surge na lista de territórios não autónomos das Nações Unidas. | KY               |
| Ilhas Malvinas                                    | A Assembleia Legislativa das Ilhas Malvinas ocupa-se dos assuntos internos. Surge na lista de territórios não autónomos das Nações Unidas. Reivindicadas também pela Argentina. | FK               |
| Gibraltar                                         | O Parlamento de Gibraltar ocupa-se dos assuntos internos. Quase completa autonomia interna. Surge na lista de territórios não autónomos das Nações Unidas. | GI               |
| Monserrate                                        | O Conselho Legislativo de Monserrate ocupa-se dos assuntos internos. Surge na lista de territórios não autónomos das Nações Unidas. | MS               |
| Ilhas Pitcairn                                    | O Conselho da Ilha ocupa-se dos assuntos internos. Contudo, as decisões estão sujeitas à aprovação do Governador das Ilhas Pitcairn, que responde perante o Departamento dos Negócios Estrangeiros, Comunidade das Nações e Desenvolvimento. Surge na lista de territórios não autónomos das Nações Unidas. | PN               |
| Santa Helena, Ascensão e Tristão da Cunha         | O Conselho Legislativo de Santa Helena, o Conselho da Ilha da Ascensão e o Conselho da Ilha de Tristão da Cunha ocupam-se dos assuntos internos. Surge na lista de territórios não autónomos das Nações Unidas. | SH               |
| Ilhas Turcas e Caicos                             | A Câmara da Assembleia das Ilhas Turcas e Caicos ocupa-se dos assuntos internos. Surge na lista de territórios não autónomos das Nações Unidas. | TC               |
| Território ultramarino (áreas soberanas de bases) | Administração | Códigos ISO 3166 |
| Acrotíri e Deceleia                               | Duas áreas soberanas de bases administradas como um único território ultramarino britânico pelo Comandante das Forças Britânicas em Chipre, respondendo perante o Ministério da Defesa. Tem população cipriota permanente, bem como pessoal militar britânico e as suas famílias. |                  |
| Territórios ultramarinos (desabitados)            | Administração | Códigos ISO 3166 |
| Território Britânico do Oceano Índico             | Administrado pelo Comissário do Território Britânico do Oceano Índico, respondendo perante o Departamento dos Negócios Estrangeiros, Comunidade das Nações e Desenvolvimento. A população chagossiana indígena fori retirada do território entre 1967 e 1973. Atualmente o território está restrito a apenas pessoal militar, principalmente na base naval conjunta do Reino Unidos e dos Estados Unidos situada no atol de Diego Garcia. Reivindicado também pela Maurícia. | IO               |
| Geórgia do Sul e Ilhas Sanduíche do Sul           | Administradas pelo Comissário da Geórgia do Sul e Ilhas Sanduíche do Sul (que é também o Governador das Ilhas Malvinas), respondendo perante o Departamento dos Negócios Estrangeiros, Comunidade das Nações e Desenvolvimento. Reivindicadas também pela Argentina. | GS               |
| Território ultramarino (desabitado, reivindicado) | Administração | Código ISO 3166  |
| Território Antártico Britânico                    | Administrado pelo Comissário do Território Antártico Britânico, respondendo perante o Departamento dos Negócios Estrangeiros, Comunidade das Nações e Desenvolvimento. Constui-se como a reivindicação britânica na Antártida. |                  |

### Estados Unidos
Resumo: Os Estados Unidos têm treze "territórios dependentes não incorporados" sob o seu controlo e dois territórios reivindicados sem estarem sob seu controlo. O Atol Palmyra, desabitado, é administrado de forma semelhante a alguns destes territórios e é normalmente incluído em listas de territórios ultramarinos dos Estados Unidos. Porém, está excluído desta lista porque, à luz da lei dos Estados Unidos, é classificado como território incorporado.
| Territórios organizados não incorporados                                  | Administração | Códigos ISO 3166 |
| ------------------------------------------------------------------------- | --- | ---------------- |
| Guame                                                                     | Território organizado não incorporado dos Estados Unidos; as relações políticas são conduzidas através do Gabinete dos Assuntos Insulares do Departamento do Interior. Surge na lista de territórios não autónomos das Nações Unidas. | GU ou US-GU      |
| Ilhas Marianas do Norte                                                   | Comunidade em união política com os Estados Unidos; os fundos federais são administrados pelo Gabinete dos Assuntos Insulares do Departmento do Interior. | MP ou US-MP      |
| Porto Rico                                                                | Território organizado não incorporado dos Estados Unidos com estatuto de comunidade; as relações políticas são conduzidas através do Gabinete Executivo do Presidente. | PR ou US-PR      |
| Ilhas Virgens dos Estados Unidos                                          | Território organizado não incorporado dos Estados Unidos. As relações políticas são conduzidas através do Gabinete dos Assuntos Insulares do Departamento do Interior. Surge na lista de territórios não autónomos das Nações Unidas. | VI ou US-VI      |
| Territórios não organizados não incorporados                              | Administração | Códigos ISO 3166 |
| Samoa Americana                                                           | Território não organizado não incorporado administrado pelo Gabinete dos Assuntos Insulares do Departamento do Interior. Surge na lista de territórios não autónomos das Nações Unidas. | AS ou US-AS      |
| Territórios não organizados não incorporados (desabitados)                | Administração | Códigos ISO 3166 |
| Ilha Baker                                                                | Territórios não organizados não incorporados dos Estados Unidos administrados pelo Serviço Pesqueiro e da Vida Selvagem do Departamento do Interior. | UM-81            |
| Ilha Howland                                                              | Territórios não organizados não incorporados dos Estados Unidos administrados pelo Serviço Pesqueiro e da Vida Selvagem do Departamento do Interior. | UM-84            |
| Ilha Jarvis                                                               | Territórios não organizados não incorporados dos Estados Unidos administrados pelo Serviço Pesqueiro e da Vida Selvagem do Departamento do Interior. | UM-86            |
| Atol Johnston                                                             | Territórios não organizados não incorporados dos Estados Unidos administrados pelo Serviço Pesqueiro e da Vida Selvagem do Departamento do Interior. | UM-67            |
| Recife Kingman                                                            | Territórios não organizados não incorporados dos Estados Unidos administrados pelo Serviço Pesqueiro e da Vida Selvagem do Departamento do Interior. | UM-89            |
| Atol Midway                                                               | Territórios não organizados não incorporados dos Estados Unidos administrados pelo Serviço Pesqueiro e da Vida Selvagem do Departamento do Interior. | UM-71            |
| Ilha Navassa                                                              | Território não organizado não incorporado dos Estados Unidos administrado pelo Serviço Pesqueiro e da Vida Selvagem do Departamento do Interior a partir do Refúgio Nacional de Vida Selvagem de Cabo Rojo em Cabo Rojo, Porto Rico. Reivindicado pelo Haiti e, de forma privada ao abrigo da Lei das Ilhas de Guano.                                     | UM-76            |
| Ilha Wake                                                                 | Território não organizado não incorporado dos Estados Unidos administrado pela Força Aérea por acordo com o Departamento do Interior. Reivindicado pelas Ilhas Marshall. | UM-79            |
| Territórios não organizados não incorporados (desabitados, reivindicados) | Administração | Códigos ISO 3166 |
| Banco de Bajo Nuevo                                                       | Administrado pela Colômbia. Reivindicado pelos Estados Unidos (ao abrigo da Lei das Ilhas de Guano) e pela Jamaica. Uma reivindicação por parte da Nicarágua foi resolvida em 2012 a favor da Colômbia pelo Tribunal Internacional de Justiça (os Estados Unidos não reconhecem a jurisdicação do tribunal).                                              |                  |
| Banco de Serranilla                                                       | Administrado pela Colômbia. Local de uma guarnição naval. Reivindicado pelos Estados Unidos (desde 1879 ao abrigo da Lei das Ilhas de Guano), Honduras e Jamaica. Uma reivindicação por parte da Nicarágua foi resolvida em 2012 em favor da Colômbia pelo Tribunal Internacional de Justiça (os Estados Unidos não reconhecem a jurisdição do tribunal). |                  |

## Listas de entidades similares
De acordo com as leis dos seus Estados, as seguintes entidades formam parte integrante dos seus respetivos Estados, mas apresentam características dos territórios dependentes. Esta lista é geralmente limitada às entidades que são ou objeto de um tratado internacional relativamente ao seu estatuto, ou desabitadas ou que têm um nível diferenciado de autonomia e são largamente autónomas em matérias que não envolvam assuntos externos. Normalmente não se incluem entidades sem autonomia especial, como as regiões ultramarinas de França ou o Alasca ou o Havai, dos Estados Unidos. Contudo, os territórios externos da Austrália são incluídos já que na maioria das vezes são encontrados em listas de territórios dependentes, apesar de não terem autonomia. Entidades com autonomia especial limitada, como as regiões autónomas de Portugal, as comunidades autónomas de Espanha e Zanzibar não estão incluídas. Todas as reivindicações na Antártida são apresentadas em itálico.

### Austrália
Resumo: A Austrália tem seis territórios externos na sua administração e uma reivindicação na Antártida.
Apesar de todos os territórios australianos serem considerados totalmente integrados no seu sistema federal, e de o estatuto oficial de um território externo não diferir largamente do estatuto de um território continental (à exceção de assuntos relacionados com leis de imigração), há divergências quanto a aceitarem-se os territórios externos como partes integradas na Austrália devido ao facto de não fazerem parte da Austrália em 1901, quando os seus estados constituintes se federaram (com a exceção das Ilhas do Mar de Coral, que faziam parte de Queensland). A Ilha de Norfolque foi autónoma entre 1979 e 2016. Os territórios externos são normalmente apresentados separadamente da Austrália propriamente dita para propósitos estatísticos.
| Territórios externos                          | Administração | Códigos ISO 3166                 |
| --------------------------------------------- | --- | -------------------------------- |
| Ilha do Natal                                 | Administradas a partir de Camberra pelo Departamento de Infraestruturas, Transportes, Desenvolvimento Regional e Comunicações. | CX                               |
| Ilhas dos Cocos (Keeling)                     | Administradas a partir de Camberra pelo Departamento de Infraestruturas, Transportes, Desenvolvimento Regional e Comunicações. | CC                               |
| Ilha Norfolque                                | Administradas a partir de Camberra pelo Departamento de Infraestruturas, Transportes, Desenvolvimento Regional e Comunicações. | NF                               |
| Territórios externos (desabitados)            | Administração | Códigos ISO 3166                 |
| Ilhas Ashmore e Cartier                       | Administradas por Camberra pelo Departamento das Infraestruturas, Transportes, Desenvolvimento Regional e Comunicações.        | sem códigos ISO 3166 específicos |
| Ilhas do Mar de Coral                         | Administradas por Camberra pelo Departamento das Infraestruturas, Transportes, Desenvolvimento Regional e Comunicações.        | sem códigos ISO 3166 específicos |
| Ilha Heard e Ilhas McDonald                   | Administradas por Camberra pelo Departamento da Agricultura, Água e Ambiente.                                                  | HM                               |
| Território externo (desabitado, reivindicado) | Administração | Código ISO 3166                  |
| Território Antártico Australiano              | Administrado por Camberra pelo Departamento da Agricultura, Água e Ambiente.                                                   |                                  |

### China
Resumo: A China tem duas regiões administrativas especiais (RAE), administradas de acordo com a Constituição e respetivas leis de base. As RAE diferem grandemente da chamada China continental em termos administrativos, económicos, legislativos e judiciais, incluindo a própria moeda, sentido do tráfego, línguas oficiais e controlo de imigração.
| Regiões administrativas especiais | Administração | Códigos ISO 3166 |
| --------------------------------- | --- | ---------------- |
| Hong Kong                         | Antiga colónia britânica. Região administrativa especial da República Popular da China desde 1997 de acordo com a Declaração Conjunta Sino-Britânica, um tratado internacional registado junto das Nações Unidas. A Lei Básica de Hong Kong assegura um elevado grau de autonomia em consonância com o modelo "um país, dois sistemas" sob alçada do governo central da China. Apesar de o território não fazer parte da China Continental, é oficialmente considerado parte integrante da República Popular da China. | HK ou CN-HK      |
| Macau                             | Antiga colónia portuguesa. Região administrativa especial da República Popular da China desde 1999 de acordo com a Declaração Conjunta Sino-Portuguesa, um tratado internacional registado junto das Nações Unidas. A Lei Básica de Macau assegura um elevado grau de autonomia em consonância com o modelo "um país, dois sistemas" sob alçada do governo central da China. Apesar de o território não fazer parte da China Continental, é oficialmente considerado parte integrante da República Popular da China.   | MO ou CN-MO      |

### Dinamarca
O Reino da Dinamarca contém dois territórios autónomos com governos e legislaturas próprios e com capacidade de influenciar os seus assuntos externos.
| Territórios autónomos | Administração | Códigos ISO 3166 |
| --------------------- | --- | ---------------- |
| Ilhas Faroé           | Autónomas desde 1948. Parte constituinte do Reino da Dinamarca, mas não da União Europeia.                           | FO               |
| Gronelândia           | Autónoma desde 1979. Parte constituinte do Reino da Dinamarca, tendo saído da Comunidade Económica Europeia em 1985. | GL               |

### Finlândia
Resumo: A Finlândia tem uma região autónoma que é também objeto de um tratado internacional.
| Região autónoma | Administração | Código ISO 3166 |
| --------------- | --- | --------------- |
| Alanda          | Alanda é governada de acordo com a Lei sobre a Autonomia de Alanda e tratados internacionais. Esta legislação garante a autonomia das ilhas na Finlândia, que tem a derradeira soberania sobre a mesma, bem como estabelece o seu caráter desmilitarizado. | AX ou FI-01     |

### França
Resumo: França tem seis seis coletividades autónomas ultramarinas e dois territórios ultramarinos desabitados (um dos quais inclui uma reivindicação na Antártida). Isto não inclui as suas regiões ultramarinas (que são também departamentos ultramarinos) da Guiana Francesa, Guadalupe, Martinica, Maiote e Reunião. Apesar de serem também ultramarinas, estas regiões têm o mesmo estatuto que as regiões da França metropolitana. 
Não obstante, todo o território ultramarino francês é considerado parte integrante da República Francesa.
| Coletividades ultramarinas                             | Administração | Códigos ISO 3166 |
| ------------------------------------------------------ | --- | ---------------- |
| Polinésia Francesa                                     | Coletividade ultramarina desde 2003; país ultramarino desde 2004. Surge na lista de territórios não autónomos das Nações Unidas.                                                  | PF ou FR-PF      |
| São Bartolomeu                                         | Separou-se de Guadalupe para se tornar a sua própria coletividade ultramarina em 2007.                                                                                            | BL ou FR-BL      |
| São Martinho                                           | Separou-se de Guadalupe para se tornar a sua própria coletividade ultramarina em 2007. É a única coletividade ultramarina que faz parte integrante da União Europeia.             | MF ou FR-MF      |
| São Pedro e Miquelão                                   | Coletividade territorial desde 1985. Coletividade ultramarina desde 2003. | PM ou FR-PM      |
| Wallis e Futuna                                        | Território ultramarino desde 1961. Coletividade ultramarina desde 2003. | WF ou FR-WF      |
| Coletividade sui generis                               | Administração | Códigos ISO 3166 |
| Nova Caledónia                                         | Coletividade "sui generis" desde 1998. Surge na lista de territórios não autónomos das Nações Unidas.                                                                             | NC ou FR-NC      |
| Propriedade privada do Estado ultramarina (desabitada) | Administração | Código ISO 3166  |
| Ilha de Clipperton                                     | A ilha é administrada sob a autoridade direta do governo francês pelo Ministério do Ultramar.                                                                                     | FR-CP            |
| Território ultramarino (desabitado)                    | Administração | Código ISO 3166  |
| Terras Austrais e Antárticas Francesas                 | As TAAF são um território ultramarino desde 1955, administrado a partir de Paris por um Administrador Superior. O território inclui a reivindicação na Antártida da Terra Adélia. | TF ou FR-TF      |

### Países Baixos
Resumo: O Reino dos Países Baixos inclui três "países constituintes" autónomos nas Caraíbas (listados abaixo) e um "país constituinte", os Países Baixos, com a maioria da sua área na Europa, mas incluindo também três municípios ultramarinos caribenhos — Bonaire, Santo Eustáquio e Saba (estes três municípios caribenhos estão excluídos desta lista por serem diretamente administrados pelo Governo dos Países Baixos). Todos os cidadãos do Reino partilham a mesma nacionalidade e são, portanto, cidadãos da União Europeia, mas apenas a porção europeia dos Países Baixos faz parte da União, da União Aduaneira e da Zona Euro (estatuto de países e território ultramarinos). 
| Países constituinte | Administração | Códigos ISO 3166 |
| ------------------- | --- | ---------------- |
| Aruba               | Definida como um "país" ("land") dentro do Reino pelo Estatuto do Reino dos Países Baixos, Aruba obteve a plena autonomia nos seus assuntos internos após a sua separação das Antilhas Neerlandesas em 1986. Parte do Reino mas não fazendo parte da União Europeia, a sua cidadania inclui o estatuto de Cidadão da União Europeia. (O governo do Reino coincide na quase totalidade com o Governo dos Países Baixos, e é responsável pela defesa, assuntos externos e lei da nacionalidade.) | AW ou NL-AW      |
| Curaçau             | Definido como "país" ("land") dentro do Reino pelo Estatuto do Reino dos Países Baixos, Curaçau e São Martinho faziam parte das Antilhas Neerlandesas até à sua dissolução em outubro de 2010. Parte do Reino, mas não fazendo parte da União Europeia, a sua cidadania inclui o estatuto de Cidadão da União Europeia. (O governo do Reino coincide na sua quase totalidade com o Governo dos Países Baixos, e é responsável pela defesa, assuntos externos e lei da nacionalidade.)          | CW ou NL-CW      |
| São Martinho        | Definido como "país" ("land") dentro do Reino pelo Estatuto do Reino dos Países Baixos, Curaçau e São Martinho faziam parte das Antilhas Neerlandesas até à sua dissolução em outubro de 2010. Parte do Reino, mas não fazendo parte da União Europeia, a sua cidadania inclui o estatuto de Cidadão da União Europeia. (O governo do Reino coincide na sua quase totalidade com o Governo dos Países Baixos, e é responsável pela defesa, assuntos externos e lei da nacionalidade.)          | SX ou NL-SX      |

### Noruega
Resumo: A Noruega tem, no Oceano Ártico, um arquipélago habitado com restrições aplicadas à soberania norueguesa — a Esvalbarda. Ao contrários do território dependente da Noruega (a Ilha Bouvet) e das as reivindicações na Antártida (ver abaixo), a Esvalbarda faz parte do Reino da Noruega.
| Território | Administração | Códigos ISO 3166 |
| ---------- | --- | ---------------- |
| Esvalbarda | Este arquipélago ártico é o local mais setentrional do mundo com uma população civil permanente. Não incorporada em qualquer dos condados da Noruega, a Esvalbarda é administrada por um governador indigitado pelo governo norueguês. Desde 2002, a sua principal povoação (Longyearbyen) tem um governo local eleito. Outras povoações incluem a comunidade mineira russa de Barentsburgo, a estação de pesquisa de Ny-Ålesund e o entreposto mineiro de Sveagruva. O Tratado da Esvalbarda de 1920 reconheceu a soberania norueguesa (administrada desde 1925 como parte soberana do Reino da Noruega) mas estabeleceu um estatuto de zona franca e desmilitarizada. | SJ ou NO-21      |

## Descrição

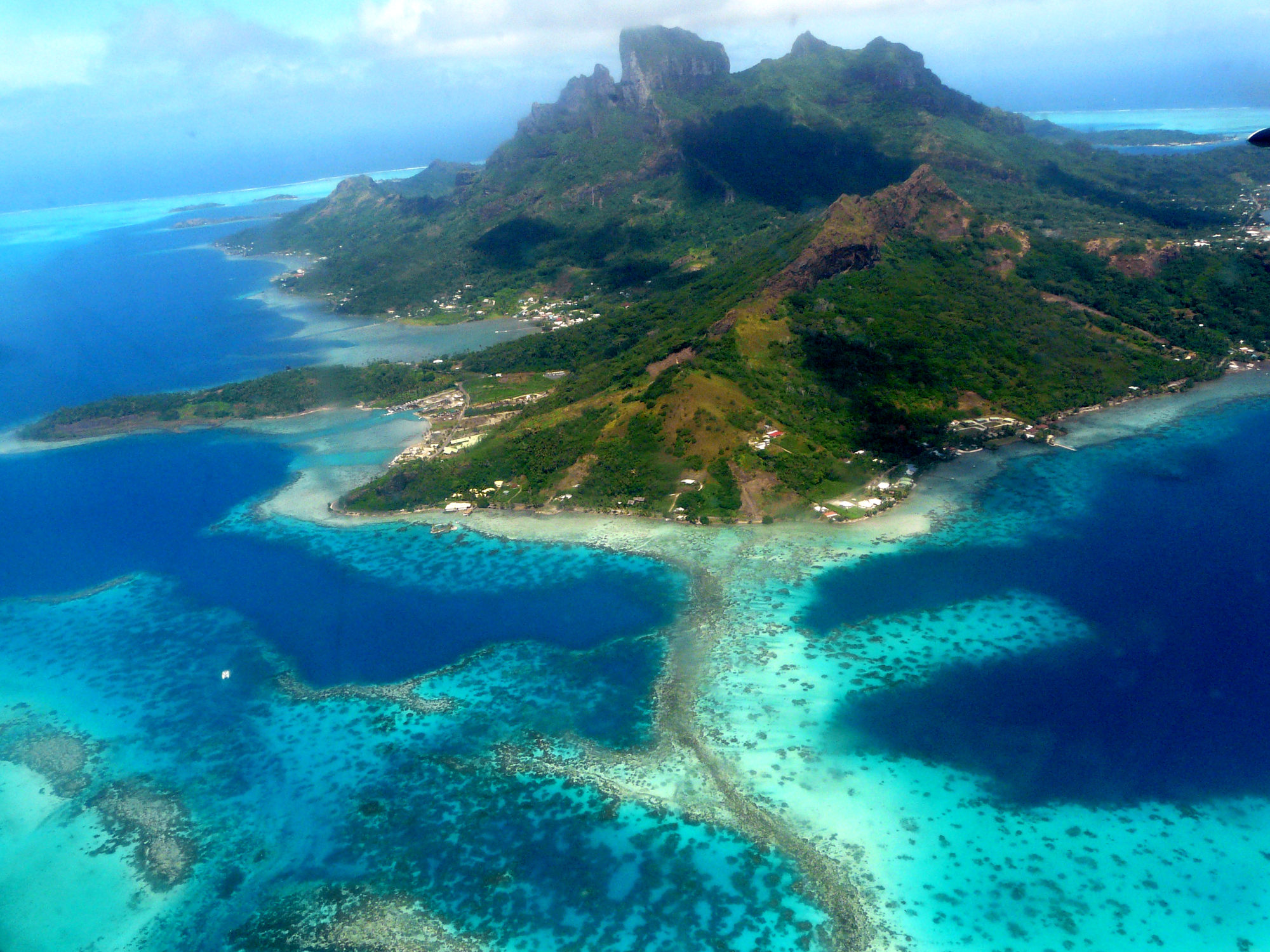
Ilha de Bora Bora, Polinésia Francesa.

As três dependências da Coroa existem de certa maneira em associação com o Reino Unido. São jurisdições administradas de forma independente, apesar de o Governo Britânico ser o único responsável pela defesa e representação internacional e ter a derradeira responsabilidade de assegurar a boa governança dos territórios. Não têm reconhecimento diplomático como estados independentes, mas não estão integrados oficialmente no Reino Unido (ou, enquanto este fez parte, na União Europeia). O Parlamento do Reino Unido detém a capacidade de legislar em nome das dependências da Coroa mesmo sem o acordo das suas legislaturas. Nenhuma das dependências da Coroa tem representação no Parlamento britânico.
Apesar de se constituírem como territórios ultramarinos britânicos, as Bermudas e Gibraltar têm relações semelhantes às das dependências da Coroa com o Reino Unido. Enquanto este último é oficialmente responsável pela sua defesa e representação internacional, estas jurisdições mantêm as suas próprias forças militares, tendo-lhes sido atribuídos poderes diplomáticos limitados, para além de terem autonomia interna.
A Nova Zelândia e as suas dependências partilham o mesmo governador-geral e constituem um único reino monárquico. As Ilhas Cook e Niuê são oficialmente denominados estados associados.
Cidadãos das possessões ultramarinas estadunidenses, incluindo Porto Rico, não têm direito a voto nas eleições federais norte-americanas. O Departamento de Estado usa o termo áreas insulares quando se refere às áreas dependentes dos Estados Unidos.
Apesar de o estado americano do Havai ser um arquipélago e tecnicamente ser ultramarino em relação ao resto dos EUA, é um estado da União e partilha um estatuto igual, ao abrigo da Constituição Americana, a todos os outros estados, após a sua incorporação na União na sequência da sua anexação a 7 de Julho de 1898.
Os Estados Unidos não reivindicam a soberania da Baía de Guantânamo, mas exercem controle permanente e pagam uma renda de acordo com tratados firmados com Cuba. Fidel Castro já demonstrou diversas vezes o seu repúdio pela presença estadunidense na ilha, mas apesar disso o contrato permanece válido ao abrigo da lei internacional.
Porto Rico (desde 1952) e as Ilhas Marianas do Norte (desde 1986) são estados não independentes em livre associação com os Estados Unidos. Mutuamente negociado, um Pacto para o Estabelecimento de uma Comunidade das Ilhas Marianas do Norte em União Política com os Estados Unidos foi aprovado em 1976. O pacto entrou plenamente em vigor a 3 de novembro de 1986, ao abrigo da Proclamação Presidencial n.º 5564, que confere a cidadania dos Estados Unidos a residentes qualificados das Marianas do Norte. Ao abrigo da Constituição de Porto Rico, este é descrito como uma Comunidade e os porto-riquenhos têm um grau de autonomia administrativa semelhante à de um cidadão de um estado dos Estados Unidos. Os porto-riquenhos "foram coletivamente tornados cidadãos dos Estados Unidos" em 1917, como resultado da Leia Jones–Shafroth. O nome comummente usado em espanhol para a Comunidade de Porto Rico é Estado Libre Asociado de Puerto Rico, literalmente "Estado Livre Associado de Porto Rico", que soa semelhante a "livre associação", particularmente quando usado em espanhol, é por vezes erroneamente interpretado como significando que a relação de Porto Rico com os Estados Unidos é baseada num pacto inter-estadual (interstate compact). Esta á uma fonte constante de ambiguidade e confusão quando se tenta definir, entender e explicar a relação política de Porto Rico com o Estados Unidos. Por várias razões, o estatuto político de Porto Rico difere dos estabelecidos com as ilhas do Pacífico que entraram em pactos de Livre Associação com os Estados Unidos. Como Estados soberanos, estas ilhas têm o pleno direito de conduzir as suas relações exteriores, enquanto que a Comunidade de Porto Rico tem um estatuto territorial sujeito à autoridade do Congresso dos Estados Unidos ao abrigo da Cláusula Territorial da Constituição, "dispor e fazer todas as Leis e Regulamentos respeitando o Território pertencente aos Estados Unidos" Porto Rico não tem o direito de declarar unilateralmente a sua independência e, no último referendo (realizado em 1998), uma pequena maioria votou na opção "nenhuma das acima", que era uma alternativa formalmente indefinida usada pelos apoiantes da Comunidade para expressar o desejo de uma opção que apostasse numa "comunidade com estatuto melhorado".

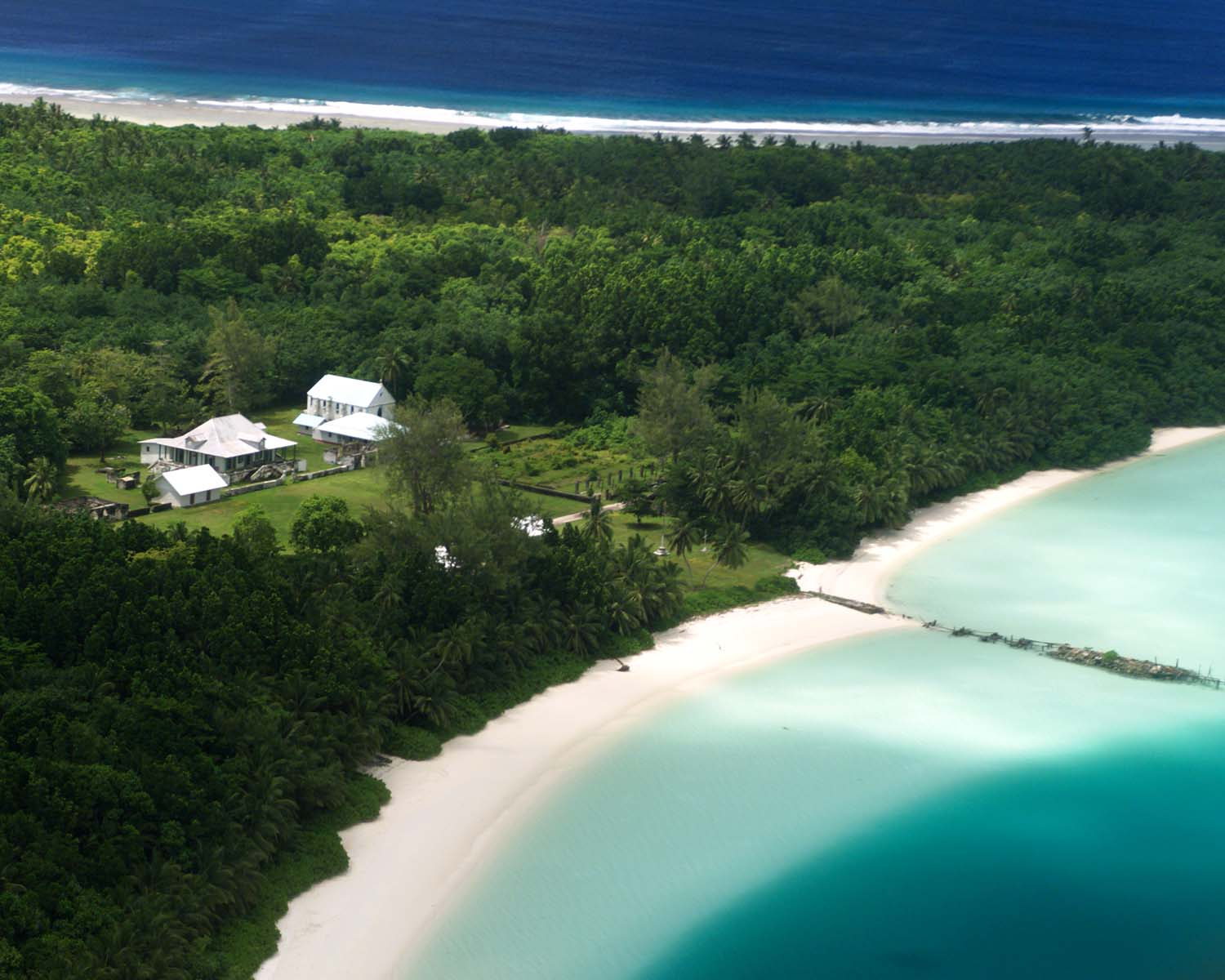
Ilha de Diego Garcia, Território Britânico do Oceano Índico.

Este tipo de relação também pode ser encontrado no Reino dos Países Baixos, ao qual se dá o nome de federação. A parte continental europeia está organizada como um Estado unitário. Contudo, o estatuto dos seus "países constituintes" nas Caraíbas (Aruba, Curaçau e São Martinho) pode ser apelidado de próximo ao de uma dependência ou de "estado não independente associado".
O Reino da Dinamarca opera também de uma forma semelhante, parecida com a de uma federação. As Ilhas Faroé e a Gronelândia são dois territórios autónomos ou regiões dentro do Reino. A relação entre a Dinamarca propriamente dita e estes dois territórios é semioficialmente chamada de Rigsfællesskabet ("Unidade do Reino").
A França não possui colónias desde os anos 60. Todos os cidadãos dos territórios franceses acima listados têm plena cidadania francesa, incluindo o direito de voto nas eleições nacionais. Todas as entidades habitadas, independentemente do seu estatuto, são representadas por deputados e senadores no parlamento nacional.
Algumas antigas colónias escolheram uma associação chegada à França europeia e foram incorporadas como regiões ultramarinas: Guadalupe, Martinica, Reunião, Guiana Francesa, e Maiote com um estatuto semelhante às regiões da França metropolitana. Constituem, assim, regiões ultraperiféricas da União Europeia. O estatuto de São Pedro e Miquelão está perto de se tornar similar.
Os território ultramarinos da Polinésia Francesa, Nova Caledónia e Wallis e Futuna possuem substancial autonomia legislativa e têm unidades monetárias separadas (Franco CFP). A questão da independência no futuro é uma questão em aberto.

## Resumo dos territórios dependentes habitados
| Nome                                      | População (2016) | Área (km2) | Continente | Estado soberano | Estatuto legal                                    |
| ----------------------------------------- | ---------------- | ---------- | ---------- | --------------- | ------------------------------------------------- |
| Acrotíri e Deceleia                       | 15 700           | 254        | Europa     | Reino Unido     | Território ultramarino (áreas soberanas de bases) |
| Alanda                                    | 29 013           | 1 580      | Europa     | Finlândia       | Região autónoma                                   |
| Samoa Americana                           | 54 194           | 199        | Oceania    | Estados Unidos  | Território não incorporado                        |
| Anguila                                   | 15 100           | 91         | América    | Reino Unido     | Território ultramarino                            |
| Aruba                                     | 113 648          | 178,91     | América    | Países Baixos   | País constituinte                                 |
| Bermudas                                  | 70 537           | 53,2       | América    | Reino Unido     | Território ultramarino                            |
| Ilhas Virgens Britânicas                  | 34 232           | 153        | América    | Reino Unido     | Território ultramarino                            |
| Ilhas Caimão                              | 57 268           | 264        | América    | Reino Unido     | Território ultramarino                            |
| Ilha do Natal                             | 2 205            | 135        | Ásia       | Austrália       | Território externo                                |
| Ilhas dos Cocos (Keeling)                 | 596              | 14         | Ásia       | Austrália       | Território externo                                |
| Ilhas Cook                                | 18 100           | 240        | Oceania    | Nova Zelândia   | Estado em livre associação                        |
| Curaçau                                   | 158 986          | 444        | América    | Países Baixos   | País constituinte                                 |
| Ilhas Malvinas                            | 2 931            | 12 173     | América    | Reino Unido     | Território ultramarino                            |
| Ilhas Faroé                               | 49 188           | 4 167      | Europa     | Dinamarca       | País constituinte                                 |
| Polinésia Francesa                        | 285 735          | 1 399      | Oceania    | França          | País ultramarino                                  |
| Gibraltar                                 | 29 328           | 6,5        | Europa     | Reino Unido     | Território ultramarino                            |
| Gronelândia                               | 56 483           | 2 166 086  | América    | Dinamarca       | País constituinte                                 |
| Guame                                     | 162 742          | 544        | Oceania    | Estados Unidos  | Território não incorporado                        |
| Guérnesei                                 | 63 026           | 65         | Europa     | Reino Unido     | Dependência da Coroa                              |
| Hong Kong                                 | 7 374 000        | 2 755      | Ásia       | China           | Região administrativa especial                    |
| Ilha de Man                               | 88 195           | 572        | Europa     | Reino Unido     | Dependência da Coroa                              |
| Jérsia                                    | 98 069           | 118,2      | Europa     | Reino Unido     | Dependência da Coroa                              |
| Macau                                     | 650 900          | 115,3      | Ásia       | China           | Região administrativa especial                    |
| Monserrate                                | 5 267            | 101        | América    | Reino Unido     | Território ultramarino                            |
| Nova Caledónia                            | 275 355          | 18 576     | Oceania    | França          | Coletividade sui generis                          |
| Niuê                                      | 1 190            | 261,46     | Oceania    | Nova Zelândia   | Estado em livre associação                        |
| Ilha Norfolque                            | 2 210            | 34,6       | Oceania    | Austrália       | Território externo                                |
| Ilhas Marianas do Norte                   | 53 467           | 464        | Oceania    | Estados Unidos  | Comunidade                                        |
| Ilhas Pitcairn                            | 57               | 43         | Oceania    | Reino Unido     | Território ultramarino                            |
| Puerto Rico                               | 3 411 307        | 9 104      | América    | Estados Unidos  | Comunidade                                        |
| São Bartolomeu                            | 7 209            | 25         | América    | França          | Coletividade ultramarina                          |
| Santa Helena, Ascensão e Tristão da Cunha | 5 633            | 394        | África     | Reino Unido     | Território ultramarino                            |
| São Martinho (França)                     | 31 949           | 53,2       | América    | França          | Coletividade ultramarina                          |
| São Pedro e Miquelão                      | 5 595            | 242        | América    | França          | Coletividade ultramarina                          |
| São Martinho (Países Baixos)              | 41 486           | 37         | América    | Países Baixos   | País constituinte                                 |
| Esvalbarda                                | 2 667            | 61 022     | Europa     | Noruega         | Divisão                                           |
| Toquelau                                  | 1 499            | 10         | Oceania    | Nova Zelândia   | Território dependente                             |
| Ilhas Turcas e Caicos                     | 51 430           | 430        | América    | Reino Unido     | Território ultramarino                            |
| Ilhas Virgens dos Estados Unidos          | 102 951          | 346,36     | América    | Estados Unidos  | Território não incorporado                        |
| Wallis e Futuna                           | 15 664           | 142        | Oceania    | França          | Coletividade ultramarina                          |

### Citações
1. 1 2  United Nations General Assembly 15th Session – The Trusteeship System and Non-Self-Governing Territories (pages:509–510) Arquivado em 2012-03-20 no Wayback Machine
2. ↑  The World Factbook. Cia.gov. Acedido a 12-07-2013.
3. ↑  Cada território nas chamadas Ilhas Menores Distantes dos Estados Unidos está identificada com UM- seguido da primeira letra do seu nome e uma outra letra se necessário.
4. ↑  Para esta lista, ver Comité Especial de Descolonização (2002). «Trust and Non-Self-Governing Territories». Nações Unidas, Comité Especial de Descolonização. Consultado em 23 de setembro de 2010
5. ↑  Salesa, Damon Ieremia (2017). Island time : New Zealand's Pacific futures. Wellington, Nova Zelândia: Bridget Williams Books. pp. 6–7. ISBN 9781988533506
6. 1 2  http://www.justice.govt.nz/publications/publications-archived/2000/pacific-peoples-constitution-report-september-2000/documents/Bibliography.doc
7. 1 2  Conan, Neal (11 de agosto de 2015). «Pacific News Minute: Cook Islands Bid for UN Membership On Hold». Hawai'i Public Radio. Consultado em 6 de abril de 2019
8. ↑  Connell, John (2009). «'We are not ready' : colonialism or autonomy in Tokelau». In:  Baldacchino, Godfrey; Milne, David. The case for non-sovereignty : lessons from sub-national island jurisdictions (em inglês). [S.l.]: Routledge. pp. 157–168. ISBN 9780415455503
9. ↑  New Zealand and Antarctica. Ministério dos Negócios Estrangeiros e Comércio da Nova Zelândia. 2010
10. ↑  CIA (15 de julho de 2010). «Guernsey at the CIA's page». CIA. Consultado em 15 de julho de 2010
11. ↑  CIA (15 de julho de 2010). «Jersey at the CIA's page». CIA. Consultado em 15 de julho de 2010
12. ↑  CIA (15 de julho de 2010). «The Isle of Man at the CIA's page». CIA. Consultado em 15 de julho de 2010
13. ↑  «U.S. Insular Areas Application of the U.S. Constitution» (PDF). United States General Accounting Office. Novembro de 1997. Consultado em 24 de novembro de 2020
14. ↑  «Definitions of Insular Area Political Organizations». U.S. Department of the Interior. Consultado em 6 de abril de 2019
15. ↑  Carney, Gerard (2006). The constitutional systems of the Australian states and territories. Camberra: Cambridge University Press. ISBN 978-0-521-86305-6
16. ↑  Phillips, Keri (23 de junho de 2016). «The end of Norfolk Island's self-government». ABC. Consultado em 11 de novembro de 2020
17. 1 2 3 4  The Department of Infrastructure, Transport, Regional Development and Communications (28 de fevereiro de 2020). «Territories of Australia». The Department of Infrastructure, Transport, Regional Development and Communications. Consultado em 26 de abril de 2020. O Governo Australiano, através do departamento, administra os Territórios do Oceano Índico da Ilha do Natal e das Ilhas dos Cocos (Keeling), a Ilha de Norfolque, o Território da Baía Jervis, as Ilhas Ashmore e Cartier e as Ilhas do Mar de Coral. O departamente gere ainda os interesses do Governo no Território da Capital Australiana e o Território do Norte.
18. ↑  广电总局批准31个境外频道在涉外宾馆等申请接收. Gov.cn (2006-12-30). Acessado em 2013-07-12.
19. ↑  2010年第六次全国人口普查主要数据公报（第1号） Arquivado em 2012-06-18 no Wayback Machine. Stats.gov.cn. Acessado em 2013-07-12.
20. ↑  項懷誠：香港是社保基金境外投資的首選地之一 Arquivado em 2013-06-17 no Wayback Machine. Big5.huaxia.com. Acessado em 2013-07-12.
21. 1 2 3  Rakitskaya, Inna A.; Molchakov, Nikita Y. (2019). «Democratization of territorial constitution : current trends and the constitutional experience of Denmark». International Journal of Economics and Business Administration. 7 (1). Eleftherios Thalassinos. pp. 166–172. ISSN 2241-4754. Consultado em 11 de novembro de 2020
22. ↑  «Nouvelle-Calédonie Présentation». Outre-Mer.gouv.fr (em francês). Ministério do Ultramar. Consultado em 24 de novembro de 2020. Cópia arquivada em 21 de maio de 2013
23. ↑  «Field Listing :: Dependency Status». The World Factbook. CIA. Consultado em 7 de abril de 2019
24. ↑  «Loi n° 55-1052 du 6 août 1955 portant statut des Terres australes et antarctiques françaises et de l'île de Clipperton». LegiFrance.gouv.fr (em francês). Légifrance. 6 de agosto de 1955. Consultado em 24 de novembro de 2020
25. 1 2  «Antarctica :: French Southern and Antarctic Lands». The World Factbook. CIA. 20 de maio de 2020. Consultado em 3 de junho de 2020
26. ↑  «French Southern Territories». ISO.org. ISO. 26 de novembro de 2018. Consultado em 3 de junho de 2020
27. ↑  A reivindicação antártica da Terra Adélia (um dos distritos das TAAF)[25] são está incluída na designação ISO 3166. A Organização Internacional de Padronização designa o remanescente das TAAF como "Territórios Austrais Franceses".[26]
28. ↑  Dependencies and Areas of Special Sovereignty, Departamento de Estado dos Estados Unidos. "Bonaire, Saba e Santo Eustáquio estão agora sob a administração direta dos Países Baixos". Acessado a 17 de junho de 2016.
29. ↑  «Spitsbergen Treaty». Wikisource. 9 de fevereiro de 1920. Consultado em 16 de novembro de 2020
30. ↑  «The Svalbard Treaty». Governador da Esvalbarda. 9 de abril de 2008. Consultado em 24 de março de 2010. Cópia arquivada em 23 de julho de 2011
31. ↑  Skagestad, Odd Gunnar (2004). «The Scope for Norwegian Commitments Related to International Research on Jan Mayen Island». In:  Skreslet, Stig. Jan Mayen Island in Scientific Focus (PDF). [S.l.]: Springer Netherlands. p. 272. ISBN 978-1-4020-2955-4. Consultado em 15 de novembro de 2020. Cópia arquivada (PDF) em 4 de janeiro de 2014
32. ↑  CIA (15 de julho de 2010). «Northern Mariana Islands at the CIA's page». CIA. Consultado em 15 de julho de 2010
33. ↑  Levinson, Sanford; Sparrow, Bartholomew H. (2005). The Louisiana Purchase and American Expansion: 1803–1898. Nova Iorque: Rowman and Littlefield Publishers. pp. 166, 178. "U.S. citizenship was extended to residents of Puerto Rico under the Jones Act, chap. 190, 39 Stat. 951 (1971) (codified at 48 U.S.C. § 731 (1987)")
34. ↑  CIA (15 de julho de 2010). «Puerto Rico at the CIA's page». CIA. Consultado em 15 de julho de 2010
35. 1 2  December 2005 report of the President's Task Force on Puerto Rico's Status Arquivado em 2009-03-26 no Wayback Machine
36. ↑  «Europe :: Netherlands». The World Factbook. CIA. 10 de junho de 2020. Consultado em 13 de julho de 2020
37. ↑  «Dependencies and Areas of Special Sovereignty». State.gov. Departamento de Estado. 7 de março de 2017. Consultado em 13 de julho de 2020
38. ↑  «Country Comparison :: Population». CIA. Julho de 2016
39. ↑  «Field Listing :: Area». CIA
40. ↑  «Field Listing :: Dependency Status». CIA